# Northumbria
Northumbria var i middelalderen et af de angelsaksiske kongedømmer i England. Navnet kommer af, at området lå nord for æstuariummet Humber op til Firth of Forth. Det var et af kongedømmerne i heptarkiet, de syv kongedømmer som i det 10. århundrede slog sig sammen og dannede England. 
I dag bruges navnet om den engelske region som formelt hedder North East England. F.eks. om Northumbria Police og Northumbria University. Det britiske turistbureau (VisitBritain) har taget det gamle navn i brug i sit informationsmateriale.

## Historie
Kongedømmet Northumbria blev grundlagt i 604 e.Kr., da de angelsaksiske kongedømmer Deira og Bernicia blev slået sammen. De to gamle riger fortsatte med at være en form for underkongedømmer, og i perioder i det 7. århundrede var de selvstændige. 
Riget var blandt de første i England, som tog imod kristendommen. Kongerne Edwin og Oswald betyder specielt meget i denne sammenhæng; begge spredte kristendommen i eget og andre riger, og begge endte deres dage som martyrer. Blandt vigtige kristne områder i riget er York (ærkebispedømme), Lindisfarne (kloster) og Whitby (kloster samt værtsskabsstedet for synoden i Whitby, hvor den keltiske og den romerske kristne tradition blev forenet). 

### Nedgangstid
Efter vikingernes invasion i 866 mistede northumbrierne byen York, og kun det gamle Bernicia stod tilbage. I det 10. århundrede begyndte de forskellige angelsaksiske kongedømmer at knyttes stadig mere sammen, mens det samme skete med de skotske. Det førte til dannelsen af de to nationalstater England og Skotland. 
Northumbria blev efter samlingen af England og Skotland et jarledømme, hvor jarlen havde en vis uafhængighed. Der var alligevel perioder med åben strid mellem konge og jarl. Grænsen var uklar i lang tid, og Northumbria hørte i perioder til England og i andre perioder til Skotland. Dette blev først afklaret i 1157, da Vilhelm 1. af Skotland frasagde sig kravet på jarledømmet. 

### Normannerne
I 1066 blev normanneren Vilhelm Erobreren konge af England. Han så hurtigt, at det var vigtigt at kontrollere Northumbria, som havde en strategisk placering overfor både Skotland og Wales. Han gav privilegier og magt til både biskoppen af Durham og jarlen af Northumbria, og lod dem beholde et vist selvstyre; sådan søgte han at sikre sig deres loyalitet. Der kom alligevel anti-normanniske oprør. Vilhelm prøvede at indsætte en af sine egne mænd, Robert Comine, som ny jarl. Men før han kunne tage over mødte Comine med en styrke på 700 mand, en overlegen styrke i Durham. Comine og hele hans styrke blev massakreret. Vilhelm kunne ikke lade dette gå ustraffet hen og ledede sin hær på et blodigt togt ind i Northumbria. Biskop Aethelwine af Durham prøvede at flygte med northumbriske skatter, men blev taget til fange og døde i fangenskab. Bispesædet Durham blev stående ubesat. Under Vilhelm Rufus blev Northumbria delt. En ny biskop af Durham blev udnævnt, og han fik jarleautoritet for regionen syd for floderne Tyne og Derwent, som fik navnet County Durham. Nord for floderne blev jarledømmet Northumberland oprettet. 
Normannerne grundlagde også byen Newcastle i 1080, for at kontrollere regionen ved at holde det strategisk vigtige krydsningssted over floden Tyne.

### Reformationen
Under Reformationen var regionen igen et centrum for oprør mod kongemagten. Både Pilgrimage of Grace og oprøret kendt som Rising of the North opstod der i Tudortiden. En årsag til dette var, at katolicismen fortsatte med at stå stærkt i Northumbria efter bruddet med Pavestolen. 
Senere førte dette også til stærke jakobittiske strømninger efter genindførelsen af kongedømmet i 1660. Regionen blev et usikkert sted, hvor mange fredløse og smuglere gemte sig for kongens mænd; dette var lettere end i andre dele af England, både fordi der var antikongelige strømninger hos folket, og fordi regionen var tyndt befolket. Efter at Skotland og England indgik personalunion under Jakob I af England og VI af Skotland ændredes det sig, og Northumbria blev et fredelig område.

### Den industrielle revolution
Northumbria spillede en central rolle i den industrielle revolution. Kullene i området gav drivstof til industrien som voksede op i andre dele af landet, og behovet for at transportere kullet førte til udbygning af jernbanen ind i Northumbria. I tillæg blev skibsbygning og våbenindustri vigtige indtægtskilder.

## Flag
Kongedømmet Northumbrias flag var et banner i guld (gult) og rødt (purpurrødt) med vertikale striber. En moderne version af dette flag bruges mange steder i regionen i dag.

## Sprog
Northumbria har flere nært beslægtede, men alligevel distinkte engelske dialekter. De har særpræg fra arven fra angelsaksernes tidlige germanske sprog. Tidlig northumbrisk regnes som en forløber for skotsk. De tre største dialekter er geordie, mackem og pitmatisk.
Gammelengelsk og norrønt var tilpas ens til, at man kunne forstå hinanden, og det blandede sprog som blev talt i Danelagen spredte sig og førte til, at norrøne ord blev taget ind i det engelske sprog, noget der fortsat er mange spor efter i moderne engelsk, specielt i de nordøstlige dialekter. Moderne engelsk sprog udviklede sig først og fremmest fra det talesprog som var dominerende i London fra 1100-tallet og fremover, da det var sproget, som blev brugt til administration af nationen.
55°00′N 2°30′V / 55°N 2.5°V